# Kreis Lugano Ost
Der Kreis Lugano Ost bildet zusammen mit den Kreisen Agno, Breno, Capriasca, Ceresio, Lugano Nord, Lugano West, Magliasina, Paradiso, Sessa, Taverne und Vezia den Bezirk Lugano des Schweizer Kantons Tessin. Der Sitz des Kreisamtes ist in Lugano.

## Gemeinden
Der Kreis setzte sich traditionell aus allen Quartieren östlich des Flusses Cassarate folgender Gemeinde zusammen:
| Wappen | Name der Gemeinde | Einwohner (31. Dezember 2023) | Fläche in km² | BFS-Nr. |
| ------ | ----------------- | ----------------------------- | ------------- | ------- |
| Lugano | Lugano            | 63'495                        | 75,86         | 5192    |

Mit der Eingemeindung von Valcolla wurde jedoch die Trennung rechts und links des Flusses Cassarate sinnlos, weshalb der neue Kreis Lugano Nord gegründet wurde.